# Hermann V de Bade
Hermann V de Bade-Bade (allemand:  Hermann V. von Baden) (* ? - † 16 janvier 1243) fut margrave de Bade-Bade et margrave titulaire de Vérone de 1190 à 1243.

## Biographie
Hermann V de Bade-Bade appartint à la première branche de la Maison de Bade elle-même issue de la Maison de Zähringen. Fils de Hermann IV de Bade et de Berthe de Tübingen (* ? - † 1169). Lors du conflit pour l'accession au trône impérial, Hermann V de Bade-Bade se rangea du côté de Philippe. De 1208 à 1211 il soutint Othon IV de Brunswick. Il fut le fidèle ami de Frédéric II du Saint-Empire. Hermann V fonda les villes de Backnang, de Pforzheim et de Stuttgart.
En 1219, Hermann V opta pour la ville de Pforzheim afin d'y installer le siège du margravat de Bade-Bade.
En 1218 Hermann V abandonna son titre et le territoire de Zähringen, puis en 1227 ses prétentions sur Brunswick. Il fut en contrepartie fait comte d'Ortenau et de Brisgau. Hermann V accompagna l'empereur Frédéric II de Hohenstaufen dans ses multiples déplacements en Allemagne et en Italie.
En 1221 il fut retenu captif en Égypte. En 1228 il participa à la cinquième croisade avec Frédéric II de Hohenstaufen. Hermann V accorda ses conseils au roi de Germanie Henri II qui le remercia en le renvoyant. Il participa activement à la guerre défensive contre les Mongols à Leignitz.

## Union et postérité
Hermann V de Bade-Bade épousa en 1217 Irmingarde du Rhin (* vers 1200 - † 1260, fille de Henri Ier de Brunswick, Dynastie d'Este).
Quatre enfants sont nés de cette union :
- Hermann VI de Bade-Bade (* 1226 - † 1250), margrave de Bade-Bade ;
- Rodolphe Ier de Bade-Bade (* 1230 - † 1288), margrave de Bade-Bade ;
- Mechtilde de Bade (* ? - † 1258), Dame de Stuttgart, en 1251 elle épousa Ulrich Ier de Wurtemberg (* 1226 - † 1265, fils de Louis III de Wurtemberg, Maison de Wurtemberg) ;
- Élisabeth de Bade, elle épousa Eberhard d'Eberstein, veuve elle épousa Louis II de Lichetenberg († 1271).

## Sources
- Anthony Stokvis, Manuel d'histoire, de généalogie et de chronologie de tous les États du globe, depuis les temps les plus reculés jusqu'à nos jours, préf. H. F. Wijnman, Israël, 1966, Chapitre VIII. « Généalogie de la Maison de Bade, I. »  tableau généalogique no 105.
- Jiří Louda & Michael Maclagan, Les Dynasties d'Europe, Bordas, Paris 1981  (ISBN 2040128735) « Bade Aperçu général », Tableau 106 & p. 210.